# Форт-Таусон (Оклахома)
Форт-Таусон (англ. Fort Towson) — місто (англ. town) в США, в окрузі Чокто штату Оклахома. Населення — 492 особи (2020).

## Географія
Форт-Таусон розташований за координатами 34°1′53″ пн. ш. 95°16′39″ зх. д. / 34.03139° пн. ш. 95.27750° зх. д. (34.031395, -95.277635).  За даними Бюро перепису населення США в 2010 році місто мало площу 15,46 км², з яких 14,50 км² — суходіл та 0,96 км² — водойми.

## Демографія
Згідно з переписом 2010 року, у місті мешкало 519 осіб у 230 домогосподарствах у складі 145 родин. Густота населення становила 34 особи/км².  Було 317 помешкань (21/км²).
Расовий склад населення:
| - 81,7 % — білих - 11,9 % — корінних американців - 3,3 % — чорних або афроамериканців |

До двох чи більше рас належало 2,5 %. Частка іспаномовних становила 2,3 % від усіх жителів.
За віковим діапазоном населення розподілялося таким чином: 21,0 % — особи молодші 18 років, 55,5 % — особи у віці 18—64 років, 23,5 % — особи у віці 65 років та старші. Медіана віку мешканця становила 48,9 року. На 100 осіб жіночої статі у місті припадало 87,4 чоловіків;  на 100 жінок у віці від 18 років та старших — 87,2 чоловіків також старших 18 років.
Середній дохід на одне домашнє господарство  становив 35 514 долари США (медіана — 26 563), а середній дохід на одну сім'ю — 40 733 долари (медіана — 29 667). Медіана доходів становила 27 188 доларів для чоловіків та 20 417 доларів для жінок. За межею бідності перебувало 38,9 % осіб, у тому числі 65,8 % дітей у віці до 18 років та 22,0 % осіб у віці 65 років та старших.
Цивільне працевлаштоване населення становило 185 осіб. Основні галузі зайнятості: освіта, охорона здоров'я та соціальна допомога — 24,9 %, мистецтво, розваги та відпочинок — 18,9 %, будівництво — 15,1 %, роздрібна торгівля — 11,9 %.